# Ceesepe
Carlos Sánchez Pérez, artísticamente Ceesepe (Madrid, 31 de mayo de 1958-ib., 7 de septiembre de 2018), fue un pintor e ilustrador español. Autor prolífico, especialmente en dibujos y collages, su estilo se puede encuadrar en el arte pop. Considerado uno de los protagonistas de la movida madrileña su nombre artístico es un acrónimo formado por las iniciales de su nombre y sus dos apellidos.
En 2011 recibió la Medalla de Oro al mérito en las Bellas Artes de España.

## Biografía

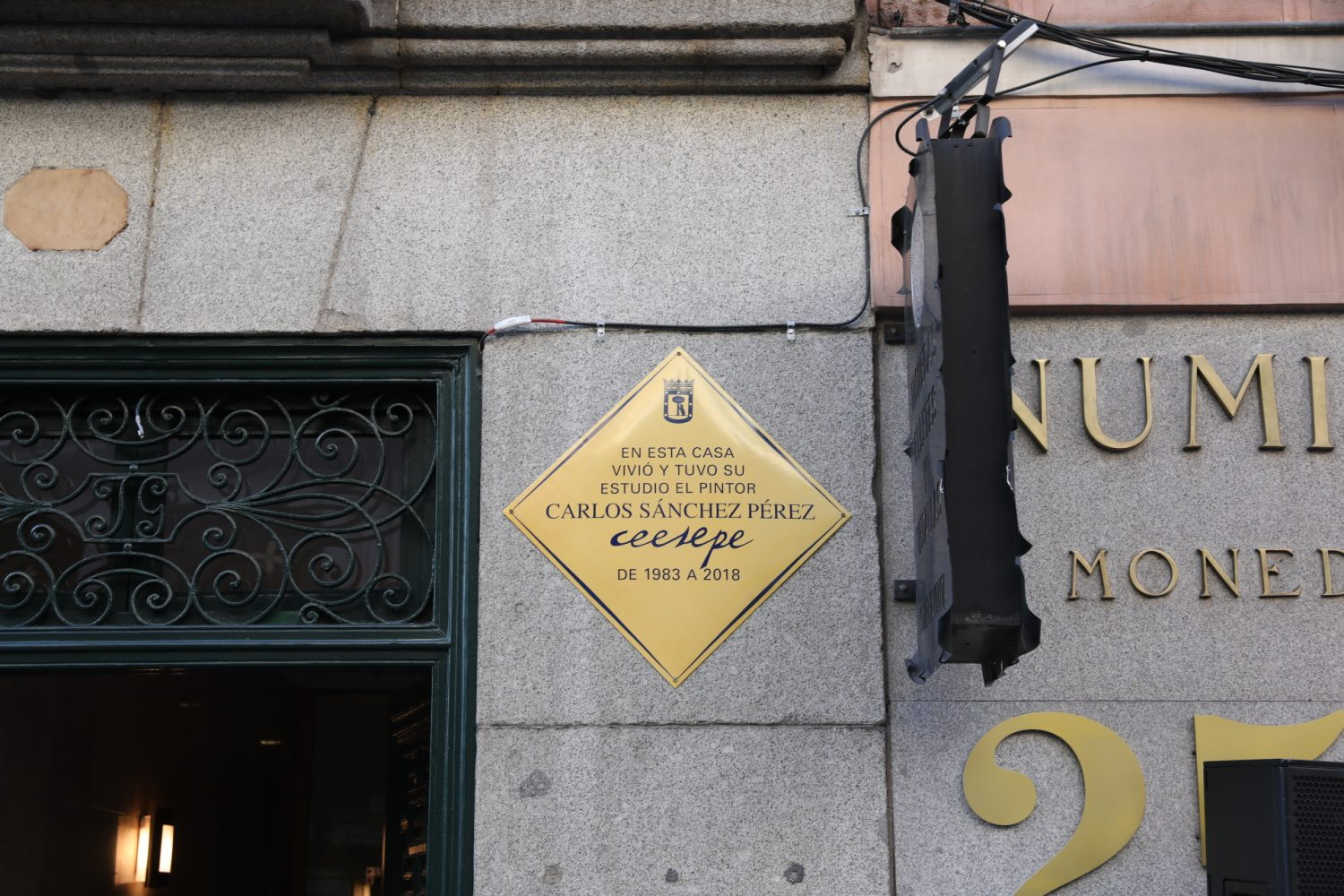
Placa conmemorativa donde se situó el estudio de Ceesepe en Madrid.

Con dieciséis años se inició en el mundo del cómic underground, a mediados de los 70, entrando en contacto con dibujantes e ilustradores barceloneses como Max, Nazario o Javier Mariscal, con los que trabajó en la ciudad condal hasta 1979. Fue uno de los pintores más populares del boom artístico de la movida madrileña. Su obra en esta etapa se compone de serigrafías, carteles de cine, carátulas de discos e ilustraciones.

Mi hermano mayor dibujaba y mi padre y abuelos eran carpinteros. Estuve como un mes en la escuela de Bellas Artes y lo dejé. Esa es toda mi formación artística. Había muchos allí que dibujaban mejor que yo. Yo podía pasarme una semana con un dibujo que ellos hacían en un día, y encima el mío estaba medio torcido. Pero se notaba que era mío.
Ceesepe (Vanity Fair, 2018)

Publicó su primera historieta seriada en Slober y posteriormente en las revistas Star y Bésame Mucho, El Víbora, Madriz o La Luna de Madrid. Realizó cárteles para películas como el primer largometraje realizado por Pedro Almodóvar Pepi, Luci, Bom y otras chicas del montón (1980). El mismo Ceesepe creará ocho filmes en esos años y cabe destacar la realización del logo del célebre bar de copas del barrio de Malasaña Vía Láctea.

La época que mas me interesa es la del nacimiento y expansión de la fotografía y la reacción de la pintura frente a este hecho. Son unos años de confluencia de muchas cosas y conceptos que para mi aun siguen siendo válidos.
Ceesepe (revista Madriz, 2011)

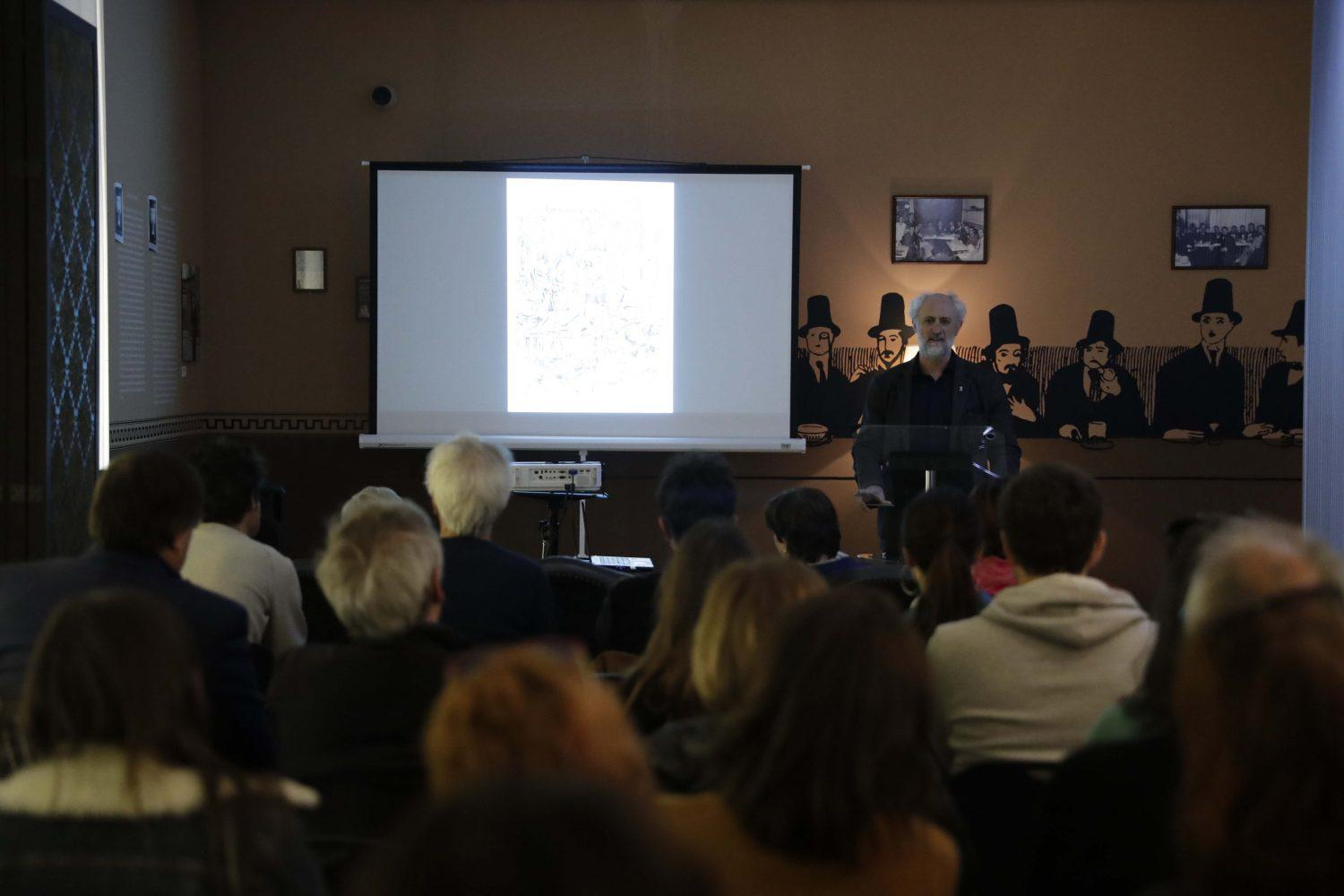
Recorrido virtual por el estudio de Ceesepe en el Museo de Arte Contemporáneo de Madrid.

Ceesepe conformó un estilo distintivo mediante la suma de múltiples influencias; principalmente del pop art británico —Peter Phillips, Peter Blake—, y de autores anteriores como Toulouse-Lautrec, Amedeo Modigliani y Marc Chagall. Su primera exposición individual tuvo lugar en 1979, en la galería Buades de Madrid. En 1982, la Universidad Menéndez Pelayo exhibió una muestra de su obra. Dos años después, se convirtió en uno de los autores más vendidos de Arco '84. En cambio, una de sus historietas, cargada de alusiones políticas —Blas Piñar, Franco, Marx, Mao—, da pie a que Alianza Popular ataque a la revista donde se ha publicado, Madriz, así como al Ayuntamiento de Madrid, que la subvenciona.[cita requerida]

Sí, respecto a eso creo que a mí me han utilizado como ariete contra Alberto Ruiz-Gallardón [referencia al hecho de que en 1984 el ahora exministro de Justicia se significó por unas declaraciones en las que tildaba de porquería repugnante (…) contraria a la moral y la familia esas viñetas, declaraciones rescatadas muchos años después], lo que no me gusta nada. Y no es que me caiga bien Gallardón, precisamente.
Ceesepe (Vanity Fair, 2018)

Tras el abandono del cómic, a mediados de los años 80, se dedicó fundamentalmente a la pintura, exponiendo en lugares como Ámsterdam, París, Angulema, Ginebra, Bali, Nueva York o Madrid (Centro Cultural de la Villa, 1985; Academia de San Fernando, 1991). En 1984 participó en una muestra colectiva en la Fundación Miró de Barcelona.

El collage siempre me ha interesado. Incluso el suelo que pisas es un inmenso collage. Luego seguí haciéndolo en el ordenador, pero después de dos o tres años me cansé de esto y sentí la necesidad de volver al objeto, de utilizar las manos. Vengo de una familia de carpinteros y me gusta mucho la madera.
Ceesepe (Vanity Fair, 2018)

También realizó más carteles, como el de la película La ley del deseo (1987), de Almodóvar, y en su última época diseñó portadas para la edición española de la revista Rolling Stone, incluso The New Yorker le contrató el 22 de noviembre de 1993 para una de sus portadas.
Su obra ha sido recogida en libros como Dibujos (1982), Barcelona By Night (1982), París-Madrid (1985), El difícil arte de mentir (1986), Libro blanco (1990) o Ars moriendi (1990).
En abril de 2011 el Consejo de Ministros de España le otorgó la Medalla de Oro al mérito en las Bellas Artes.

Digamos que no soy muy nacionalista. Y además tengo la sensación de que vivo en el país que tengo en mi cabeza y que me construyo aquí, en mi estudio. Aunque luego bajas a la calle y te das un hostión de cuidado.
Ceesepe (Vanity Fair, 2018)

Falleció en Madrid el 7 de septiembre de 2018 a los sesenta años.

Su obra se convirtió de alguna forma en el «logotipo» de la ciudad de Madrid en los 80. Fue un artista total en la primera época desplegando su trabajo en el cómic, la ilustración, la pintura, los fanzines y portadas de discos…, que se centró en los 90 solo en la pintura.
José Guirao (Ministro de Cultura de España, 2018)